# Abdoul Karim Sylla
Abdoul Karim Sylla (Conacri, 10 de janeiro de 1981) é um futebolista profissional guineense que atua como meia.

## Carreira
Abdoul Karim Sylla representou o elenco da Seleção Guineense de Futebol no Campeonato Africano das Nações de 2004.

## Ligaçães externas
- Abdoul Karim Sylla em National-Football-Teams.com